# Rhadinella schistosa
Rhadinella schistosa — вид змій родини полозових (Colubridae). Ендемік Мексики.

## Поширення і екологія
Rhadinella schistosa мешкають в передгір'ях на східних схилах Сьєрра-Мадре-де-Оахака в штатах Веракрус і Оахака. Вони живуть у вологих гірських тропічних лісах та на бананових плантаціях. Зустрічаються на висоті від 800 до 1500 м над рівнем моря.